# トゥイスタ
トゥワィスタ（Twista、本名: カール・テレル・ミッチェル、1973年11月27日 - ）は、アメリカ合衆国イリノイ州シカゴ出身のヒップホップMC。早口ラッパーとして有名。

## 略歴

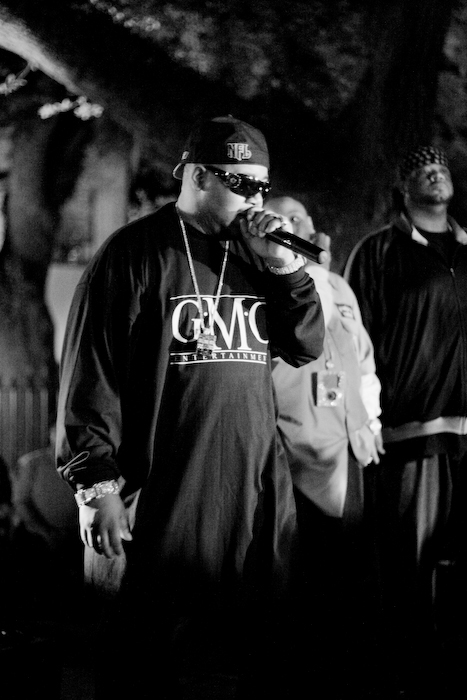
ライブでのTwista（2008年）

12歳の頃シカゴのコリアタウンでラップを始める。プロとしてデビューする前は靴屋で働いたり、マクドナルドの電話の受付、警備の仕事、美容師など多くの仕事をこなす。
1991年、「タン・トゥイスタ」（タング・トゥイスタ、Tung Twista※ツイストする舌）としてラウド・レコーズ（Loud Records）より『ランニン・オフ・アット・ダ・マウス』を発表した。
1992年、一秒間に11.2音節を発声する「世界最速の早口」としてギネス・ワールド・レコーズに認定された。セカンド・アルバムは大手レーベルとの意見の相違ほかが災いし、シカゴのみでのリリースとなってしまった。
1996年、地元シカゴで同郷のドゥー・オア・ダイ（Do Or Die）、サイコドラマ（Psychodrama）、トリプル・ダークネス（Triple Darkness）DA・スマート（DA Smart）、クルーシャル・コンフィリクト（Crucial Conflict）らと共にミックステープのみをリリースするインディーズレーベル、「チ・バンギン（Chi-Bangin）」を設立した。
しかし、売上は芳しいものではなかったため、1997年、心機一転を計りTungを取って「トゥイスタ」として再デビューした。さらに1998年には自主レーベル「レジット・ボーリン（Legit Ballin'）」を立ち上げている。
日の目を見始めたのは2004年になってからであった。同じシカゴ出身のカニエ・ウェスト（Kanye West）の全面プロデュースによるアルバム『Kamikaze』を発表。Billboard 200アルバムチャート1位を獲得する。この成功とジェイ・Zのライブに飛び入りで参加したことがきっかけとなり、当時カニエが所属していた、ロカフェラ・レコーズ（Roc-A-Fella Records）から契約の誘いを受ける。しかしトゥイスタはこのオファーを断り、その後アトランティック・レコーズと契約。同アルバムからシングルカットされた『スロウ・ジャムズ』はBillboard Hot 100チャート1位を獲得。フェイス・エバンスとの『ホープ‐Hope』も好評価を受けた。
2006年ミッション:インポッシブル3（Mission: Impossible III）でカニエ･ウェスト（Kanye West）、キーシャ・コール（Keyshia Cole）と共にサントラに参加している。

## ディスコグラフィー

### アルバム
| 1992                                      | Runnin' Off at da Mouth | - 発売日: 1992年6月9日 - レーベル: Zoo - フォーマット: CD, cassette, digital download                                         | —  | —  | —  |                               |
| 1994                                      | Resurrection            | - 発売日: 1994年10月18日 - レーベル: Atlantic - フォーマット: CD, cassette, digital download                                  | —  | —  | —  |                               |
| 1997                                      | Adrenaline Rush         | - 発売日: 1997年6月24日 - レーベル: Creator's Way, Big Beat, Atlantic - フォーマット: CD, cassette, digital download          | 77 | —  | —  | - US: ゴールド                |
| 2004                                      | Kamikaze                | - 発売日: 2004年1月27日 - レーベル: Atlantic - フォーマット: CD, LP, digital download - 全米売上: 31.2万枚                    | 1  | 76 | 19 | - US: プラチナ - UK: ゴールド |
| 2005                                      | The Day After           | - 発売日: 2005年10月4日 - レーベル: Atlantic - フォーマット: CD, LP, digital download                                         | 2  | —  | —  | - US: ゴールド                |
| 2007                                      | Adrenaline Rush 2007    | - 発売日: 2007年9月18日 - レーベル: Atlantic - フォーマット: CD, LP, digital download - 全米売上: 36.5万枚                    | 10 | —  | —  |                               |
| 2009                                      | Category F5             | - 発売日: 2009年7月14日 - レーベル: Get Money Gang, Capitol, EMI - フォーマット: CD, LP, digital download                     | 8  | —  | —  |                               |
| 2010                                      | The Perfect Storm       | - 発売日: 2010年11月9日 - レーベル: Get Money Gang, Capitol, EMI - フォーマット: CD, LP, digital download - 全米売上: 6.1万枚 | 38 | —  | —  |                               |
| 2014                                      | Dark Horse              | - 発売日: 2014年8月12日 - レーベル: Get Money Gang, Capitol - フォーマット: CD, LP, digital download - 全米売上: 0.6万枚      | 40 | —  | —  |                               |
| 2017                                      | Crook County            | - 発売日: 2017年7月7日 - レーベル: Get Money Gang, Empire - フォーマット: CD, LP, digital download                            | —  | —  | —  |                               |
| "—"は未発売またはチャート圏外を意味する。 |                         | |    |    |    |                               |

※コンピレーション作品でLegit Ballin'がシリーズで数枚そしてブートで各種アルバムでチョップド･アンド･スクリュードバージョンやミックステープも多くリリースされている。